# Karl Theodor Hartweg
Karl Theodor Hartweg ( 18 de junio de 1812 - 3 de febrero de 1871) fue un botánico y explorador alemán.
De 1836 a 1847 realiza expedicioes de recolección de numerosas nuevas especies de la flora de Colombia, Ecuador, Guatemala, México y California en EE. UU., haciéndolo para la Sociedad de Horticultura de Londres. Muchas de sus especies por él descubiertas fueron formalmente publicadas, y atribuyéndoselas, por George Gordon, el supervisor de los LHS Jardines LHS y especialista en coníferas que fue bien representado en las colecciones de Hartweg.
- La abreviatura «Hartw.» se emplea para indicar a Karl Theodor Hartweg como autoridad en la descripción y clasificación científica de los vegetales.[1]

## Honores
Los géneros tipo Hartwegia y Hartwegiella se designan en su honor. Numerosas fuchsias de sus expediciones también.